# 스코네 공작 오스카르 왕자
오스카르 칼 올로프(스웨덴어: Oscar Carl Olof, 2016년 3월 2일 ~ )는 스웨덴 왕실의 일원으로, 스웨덴 왕세녀 빅토리아와 베스테르예틀란드 공작 다니엘의 장남이다. 스웨덴 왕위 계승으로는 현재 어머니인 1위 빅토리아 왕세녀와 누나인 2위 외스테르예틀란드 여공작 에스텔 다음으로 3위에 머물러있다.